# Тиврівські буки
Ти́врівські бу́ки — ботанічна пам'ятка природи місцевого значення. Розташована на території Тиврівського лісництва (кв. 12, діл. 7) поблизу с. Федорівка Тиврівського району Вінницької області. Оголошений відповідно до Рішення 11 сесії Вінницької обласної Ради 23 скликання від 17.12.1999 р. Охороняється високопродуктивне штучно створене дубове насадження з участю бука європейського віком 70 років.